# Obana albocostata
Obana albocostata là một loài bướm đêm trong họ Noctuidae.